# Фра Мауро

Фра Ма́уро или Мавро (итал. Fra Mauro, 1385—1459
) — венецианский монах ордена камальдулов, подвизавшийся в монастыре св. Михаила в Мурано и картограф портуланов и mappa mundi Итальянской картографической школы.

## Карта мира Фра Мауро
До настоящего времени сохранились только два экземпляра карты мира Фра Мауро — оригинал в Венеции и копия в Британском музее — но и их достаточно, чтобы установить высокую степень профессионализма и аккуратности фра Мауро как картографа. По обычаю арабских картографов, он помещал наверх карты юг, а не север; также он сомневался в том, что Иерусалим — центр обитаемого мира. Судя по записям на картах, он разделял мнение о сферичности Земного шара. (В углу карты представлена диаграмма традиционной геоцентрической модели вселенной Птолемея).

В 1450-е годы Фра Мауро изготовил обширную карту всего известного на то время мира, которая запечатлела состояние географических знаний европейцев накануне Великих географических открытий. В работе над этим документом муранскому иноку содействовал мореплаватель Андреа Бьянко. В конце 1450-х в его монастыре (и, надо полагать, под его руководством) была по заказу португальского короля Афонсу V изготовлена копия этой карты, для его дяди Генриха Мореплавателя. Этот экземпляр, однако, не сохранился. 

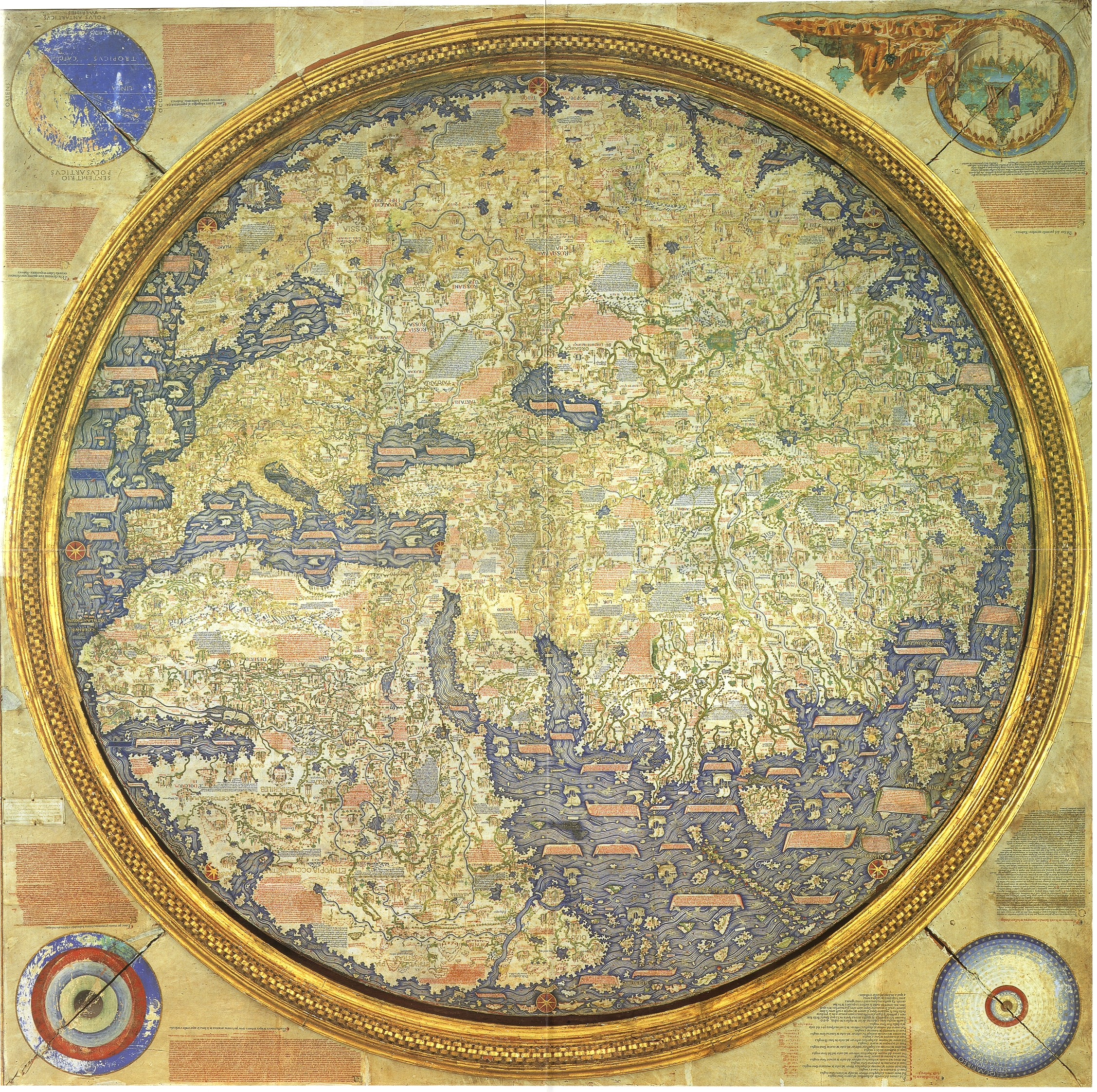
Перевёрнутая географическая карта Старого Света (1459).

На карте весьма подробно описана Русь, разделённая на Чёрную (Rossia Negra), Белую (Rossia Biancha) и Червонную (Rossia Rossa); само слово Русь встречается в греческой форме Россия (Rossia). Подробно представлена территория Золотой Орды.
Хотя карта фра Мауро опирается на классические географические труды, такие как «География» Птолемея, венецианский монах не следует им дословно, а изменяет и добавляет классическую модель мира на основе более современных данных. Источниками знаний Фра Мауро могли быть венецианские путешественники на Восток (в частности, Марко Поло и Никколо Конти), а также данные эфиопских послов, которые посещали Италию в 1430-е и 1440-е годы, в том числе для участия в Ферраро-Флорентийском соборе. Исследователями высказывалось мнение, что информация по России также могла поступить от членов делегации русской церкви на этом соборе, возглавлявшейся митрополитом Киевским и всея Руси Исидором.
Кроме того, Мауро пользовался арабскими источниками, включая книгу Рожера. Одной из особенностей карты фра Мауро являются изображения джонок и других восточных кораблей, которые в его время бороздили просторы Индийского океана.

## Память о фра Мауро

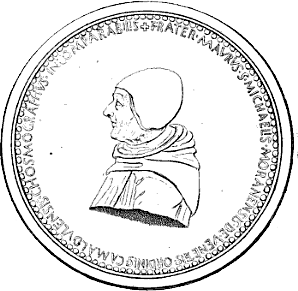
«Фра Мауро, несравненный космограф» — надпись на медали выбитой вскоре после его смерти

По случаю окончания работы над знаменитой картой, Венецианская республика постановила отчеканить медаль в честь картографа с надписью «Фра Мауро, несравненный космограф» (лат. Frater Maurus S. Michaelis Moranensis de Venetiis ordinis Camaldulensis chosmographus incomparabilis).
Имя фра Мауро носит кратер на Луне, который в 1971 году посетили астронавты «Аполлона-14».